# Német Munkáspárt
A Német Munkáspárt (DAP) egy rövid életű német szélsőjobboldali kis párt volt 1919–20-ban, a Nemzetiszocialista Német Munkáspárt (NSDAP) elődje. 1919. január 5-én Münchenben alapították, röviddel az 1918–19-es németországi forradalom után. Az akkor ismeretlen Adolf Hitler 1919 szeptemberében csatlakozott a DAP-hoz, és fokozatosan átvette az eredeti alapítók szerepét a párt irányításában. 1920. február 24-én bejelentették a párt átnevezését Nemzetiszocialista Német Munkáspárttá.

## Az alapítás története
A Német Munkáspártot 1919. január 5-én, egy nappal az 1919-es müncheni tartományi választás előtt alapította Anton Drexler, a Thule Társaság tagja, szerszámkészítő, a sportújságíró Karl Harrer és további 22 személy, a Fürstenfelder Hofban (Fürstenfelder utca 14.). A párt a Müncheni szabad munkások bizottsága a jó békéért mozgalom alapjain jött létre, amelyet Drexler 1918-ban alapított. A nacionalista mozgalomhoz tartozó új párt elnökévé Drexlert választották. A DAP alapító tagjai között szinte kizárólag Drexler müncheni vasmunkás kollégái találhatók. Az alapító tagok között volt a gazdasági ideológus Gottfried Feder, a baltikumi német menekült Alfred Rosenberg, valamint Dietrich Eckart.
A DAP első párttaggyűlései kisebb müncheni sörözők félreeső helyiségeiben zajlottak. A rezignált Drexler általában erőtlen beszédeket tartott, ami gyakran elhalt az étterem zajában.
A DAP első irodáját 1919 októberében rendezték be a müncheni Talban található Sterneckerbräu söröző egyik oldaltermében.
1920 januárjában került a párt központja a Cornelius vendéglőbe, a Corneliusstraße 12. alá.
A párt majdani újságját a Thule Társaságot irányító Rudolf von Sebottendorf alapította. Ő vásárolta meg a nácik leendő kiadóvállalatát is.

## Adolf Hitler csatlakozása

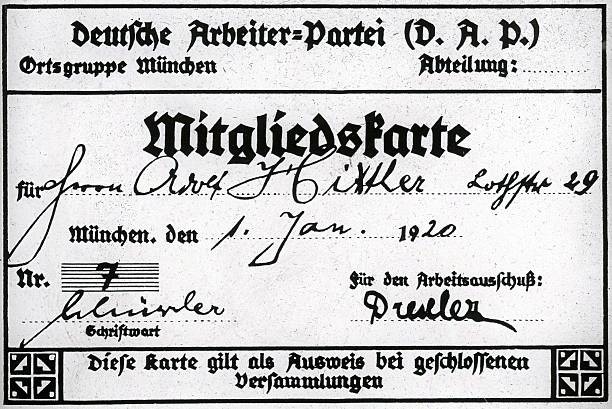
Adolf Hitler tagsági kártyája, a később megváltoztatott 7-es sorszámmal

Adolf Hitler 1919. szeptember 12-én került kapcsolatba a DAP-pal. Hitler a Reichswehrgruppenkommando 4 „Propaganda Ib / P” utasítására titkos megbízottként vett részt a Münchenben akkoriban alapított politikai pártok ülésein. A kommandó parancsnoka Karl Mayr volt, aki – véletlenül – Hitler egyik politikai előfutárának tekinthető.
Ebben a minőségében Hitler részt vett a DAP 1919. szeptember 12-i találkozóján.
Gottfried Feder előadást tartott a gyűlésen, melynek címe: "Hogyan és milyen eszközökkel lehet megszüntetni a kapitalizmust?". Az előadást követő beszélgetésben Hitler határozottan ellenezte Adalbert Baumann javaslatát Bajorország kiválásáról a Birodalomból. Baumann viszont csak 1919. november 12-én vett részt a DAP gyűlésén. A párt addigi meglehetősen szektariánus irányultságával ellentétben Hitler aktivizálni akarta a tömegeket, így 1919 novemberétől már előadóként szerepelt.
Egy héttel azután, hogy Hitler 1919. szeptember 12-én megjelent a DAP gyűlésén, már tagjává vált a pártnak.

## DAP-ból NSDAP
Az elkövetkező hónapokban Hitler a párt propagandistájaként működött, de az Elnökségbe még nem került be. Ennek ellenére egyre növekvő befolyással rendelkezett a párt életében, gyakran hozott meg fontos döntéseket egyszemélyben. Így pl. ő kötötte meg a párt első állandó irodahelyiségének bérleti szerződését, a pártelnök megbízásából. Ő volt továbbá felelős különféle nyilvános pártrendezvények megszervezéséért. Munkája során a Párt demokratikus viszonyait egyre terhesebbnek találta, egy diktatórikus vezető (Führer) szerinte könnyebben érhetett volna el eredményeket. Ezzel a felfogásával  Hitler a DAP teljes vezetésével, de különösen Drexlerrel és Harrerrel, szembe került.
Egyébként változatos rendezvények és összejövetelek szervezésével foglalkozott, ami lassan, de folyamatosan vonzotta a müncheni közönséget. Ezáltal egyre több pénz is jutott a párt kasszájába (tagi hozzájárulások, adományok és belépési díjak).
Drexler aggodalmai ellenére Hitler 1920. február 24-re összehívta a Német Munkáspárt első tömeggyűlését, melynek mottója: „Mire van szükségünk?”. A helyszín a Hofbräuhaus am Platzl nevű söröző bálterme volt. Az említett estén 2000 ember jelent meg, és Hitler felolvasta az új párt 25-pontos programját, amely nagyrészt Gottfried Feder egyetértésével készült.
Ezen az estén bejelentették az NSDAP nevet. Az NSDAP bejegyzésére az egyesületek nyilvántartásába már négy nappal korábban, 1920. február 20-án sor került.

## További irodalom
- Martin Broszat: Die Machtergreifung, Der Aufstieg der NSDAP und die Zerstörung der Weimarer Republik. Dtv, München 1994, ISBN 3-423-04516-7.
- Ian Kershaw: Hitler. DVA, Stuttgart

1. 1889–1936. 1998, ISBN 3-421-05131-3 (5. Kapitel: Der Bierkelleragitator, S. 173ff. a DAP-ról, mint a NSDAP előfutáráról és a Thule Társaságról).

- Werner Maser: Der Sturm auf die Republik, Frühgeschichte der NSDAP. ECON, Düsseldorf 1994, ISBN 3-430-16373-0. (A cikk Hitler összes idézetét tartalmazza).
- Kurt Pätzold, Manfred Weißbecker: Geschichte der NSDAP 1920–1945. PapyRossa-Verlag, Köln 2002, ISBN 3-89438-260-0.
- Rafael Seligmann: Hitler, die Deutschen und ihr Führer. Weltbild-Verlag, München 2006, ISBN 3-8289-0588-9.
- Cikkek a Német Történeti Múzeum oldalán